# Сент-Андре, Стефан
Стефан Сент-Андре — французский политик, бывший депутат Национального собрания Франции и мэр города Бетюн.

## Биография
Родился 21 мая 1964 г. в Сент-Омере (департамент Па-де-Кале). Член Социалистической партии в 1980-2008 годах, в 2008 году вышел из неё и вступил в Радикальную партия левых, был членом национального бюро партии.
Стефан Сент-Андре происходит из семьи политиков. Его отец, Жан Сент-Андре, на протяжении 25 лет был членом Генерального совета департамента Па-де-Кале, а с 1977 по 1983 год был мэром города Сент-Омер. Изучал в университете экономическое и социальное управление, политические науки.
После службы в армии в июне 1988 года стал помощником депутата Национального собрания Ролана Юга, в 1991-1996 годах работал в канцелярии депутата и мэра Бетюна Жана Меллика. В 1996 году возглавил предвыборный штаб кандидата в депутаты Бернара Со, а после победы последнего на выборах в Национальное собрание в 1997-2002 годах работал его помощником. С 2003 года работал в администрации мэра города Дуврен.
В 2008 году на муниципальных выборах Стефан Сент-Андре бросил вызов своему бывшему патрону, мэру города Бетюн Жану Меллику, возглавив блок независимых левых. Значительно проиграв Меллику в 1-м туре, Сент-Андре сумел договориться с местными правыми, и при их поддержке победил Меллика во 2-м туре с перевесом в 160 голосов и занял пост мэра Бетюна. После этого Сент-Андре вышел из рядов Социалистической партии и вступил в Радикальную партию левых.
На выборах в Национальное собрание 2012 г. Стефан Сент-Андре стал единым кандидатом левых и одержал победу над действовавшим депутатом Андре Флажоле, получив во 2-м туре 50,83 % голосов.
В марте 2014 года Стефан Сент-Андре вновь привел свой список к победе на муниципальных выборах в Бетюне и был переизбран мэром города, но в апреле того же года подал в отставку в силу закона о невозможности совмещения мандатов, предпочтя работу в Национальном собрании. В 2017 году он отказался от предложения баллотироваться в Национальное собрание от движения «Вперёд, Республика!» и проиграл выборы, заняв 4-е место в первом туре. В декабре 2017 года, после не поддержанного им объединения Радикальной партии и Левой радикальной партии, основал партию «Левые радикалы» и стал ее сопрезидентом.
На муниципальных выборах в Бетюне в 2020 году Стефан Сент-Андре вновь возглавил левый список, который потерпел сокрушительное поражение, получив в первом туре только 14,04 % голосов.

## Политическая карьера
1989  — 1995  — член муниципального совета города Лонгнесс

16.03.2008 — 04.2014 — мэр города Бетюн 

20.06.2012 — 20.06.2017 — депутат Национального собрания Франции от 9-го избирательного округа департамента Па-де-Кале